# 1896-os elnöki választások Oranje Szabadállamban
Oranje Szabadállamban 1896-ban rendeztek elnöki választásokat, az ország történetében ez volt a 11. ilyen esemény. A szavazást februárban tartották, a szavazók száma megközelítőleg nyolcezer fő volt. Az 1896-os választás fő oka az volt, hogy Francis William Reitz rossz egészségügyi állapotára hivatkozva kénytelen volt lemondani az elnöki székről, így új vezetőt kellett választani. A választásokon mindössze két jelölt indult, a brit John George Fraser és Martinus Theunis Steyn búr politikus. Steyn a szavazatok 83,4%-val hatalmas választási győzelmet aratott brit politikai ellenfelével szemben.

## Eredmények
| Jelöltek               | Szavazatok száma | Százalék |
| ---------------------- | ---------------- | -------- |
| Martinus Theunis Steyn | 6877             | 83,4     |
| John George Fraser     | 1367             | 16,6     |

## Steyn elnöksége
Steynt 1896-ban Oranje Szabadállam elnökének választják. A politikus második búr háború idején támogatta a Transvaalal való szövetséget, és személyesen is részt vett a harcokban. A háború nagy támogatójaként a harcok egyik vezéregyéniségévé vált. A brit győzelem után azonban lemondatták és Steyn Európába menekült, ahol több évet is eltöltött.

## Lásd még
- Búrok

## Fordítás
- Ez a szócikk részben vagy egészben  az   Orange Free State presidential election, 1896 című angol Wikipédia-szócikk fordításán alapul.  Az eredeti cikk szerkesztőit annak laptörténete sorolja fel. Ez a jelzés csupán a megfogalmazás eredetét és a szerzői jogokat jelzi, nem szolgál a cikkben szereplő információk forrásmegjelöléseként.